# アンビエント社会
アンビエント社会とは、人々を「取り巻く（＝ambient）」情報環境が見えないかたちで溶け込まれ、人間の状況を賢くセンシングし、環境の側から必要な情報を必要な時に提供したり、快適な環境、安全安心な環境を保持したりするという世界である。
アンビエントという言葉が、情報社会のキーワードとして使い始められたのは、10年ほど前のヨーロッパにおいてである。欧州共同体（EC）の情報技術諮問委員会が、1999年に「Ambient intelligence(en)（日本では「環境知能」と訳されている）」という、個人と社会と環境がより善い未来を実現するための情報技術という基本理念を提示し、その後、この考え方は徐々に世界に広がってきた。

## アンビエント・アウェアネス
アンビエント・アウェアネス(en:Ambient awareness)は、社会科学者が周辺の社会的認識の新しい形を説明するために使用する用語であり、このawarenessにはインターネット上のソーシャル・ネットワーキング・サービスを介した友人や同僚との比較的絶え間ない接触から伝播され、ソーシャルネットワーキングWebサイトの例としては、Facebook 、Myspace 、Twitter 、Bloggerなどがある。
この用語は基本的に、ソーシャルサークルとの絶え間ないつながりを可能にするメディアの常連ユーザーであるために経験する、ある種の遍在する知識を定義する。
ニューヨーク・タイムズの"Clive Thompson"によると、アンビエント・アウェアネスは"very much like being physically near someone and picking up on mood through the little things; en:body language, sighs, stray comments..."であると。
学者のen:Andreas Kaplanは、アンビエント・アウェアネスを“awareness created through regular and constant reception, and/ or exchange of information fragments through social media”と定義している。
したがって、事実上、お互いのデジタル情報を定期的にフォローしている2人の友人は、実際に会話をするために物理的に存在することなく、すでにお互いの生活に気づいている可能性がある。

## ソーシャル
社会的に言えば、アンビエント・アウェアネスとソーシャルメディアは、1998年頃に始まり、現在に至るデジタル時代に生まれ育った新世代の産物である。
ソーシャルメディアは、ソーシャルコミュニケーションと組み合わせたパーソナルメディア(あなたがその瞬間に何をしているのか、あなたがどのように感じているのか、あなたがどこにいるのかの写真)である。
ソーシャルメディアは、アンビエント・アウェアネスのための格子ワークである。
ソーシャルメディアがなければ、アンビエント・アウェアネスの状態は存在し得ない。
ソーシャルメディアの重要な特徴は、それを消費する人々によって作成されることである。
この現象に参加しているほとんどの人は、青年、大学生、またはヤングアダルトの専門家である。
en:cultural anthropologistで en:University of California at Irvineレジデンス教授のDr.Mimi Itoによると、モバイルデバイスはソーシャルメディアの作成と配布に使用される最大のプロキシデバイスである。
彼女は、"teenagers capture and produce their own media, and stay in constant ambient contact with each other..."と述べていると伝えられている。通常、これを行う間、彼らはiPodや他の同様のデバイスを介して音楽やビデオコンテンツなどの他の形式のメディア消費している。
事実上、これは社会科学者に、デジタル世代の製品が労働力に入り、今日の標準的な既存のビジネスモデルに学習方法を統合し始めるにつれて、学習とマルチタスクが新しい顔を持つようになると信じさせました。Kaplan教授とHaenlein教授は、Twitterのようなミニブログ の成功の主な理由の1つとして、周囲は認識している。

## 起源
絶え間ない社会的接触に使用できる最も初期の利用可能なテクノロジーは、携帯電話である。
初めて、人々は仕事や自宅の枠を超えて、簡単かつ自由に連絡を取ることができた。
その後、en:textingの追加サービスにより、ステータス更新のやや原始的な形式を見ることができた。
テキストメッセージでは、関連する情報を送信できる文字数は160文字しかないため、今日知られているようにステータス更新への道が開かれた。
通常の長距離接触のほんの数点から、携帯電話を介して常に利用可能であることへの移行は、ソーシャルネットワーキングウェブサイトのための社会を刺激した。
おそらく、これらのウェブサイトがより大きな規模の周囲認識の可能性を生み出した最初の例は、Facebookがニュースフィードをインストールしたときだった。
ニュースフィードは、すべてのユーザーが連絡先のアクティビティに関するコンパイルされた情報を自動的に直接送信し、1つの場所から世界のすべての出来事にアクセスできるようになる。
初めて、誰かのFacebookの友達になることは、毎日の些細なことのフィードを購読することと同等であった。
この革新以来、TwitterやTumblrなどのミニブログサービスの新しい波が現れた。
これらのサービスは、一見無意味に見える情報の断片が含まれていると批判されることがよくあるが、フォロワーが一定量の情報を収集すると、フォローしている人の周囲理解が得られ始める。
これにより、ソーシャルメディアはソーシャルツールとしてだけでなく、マーケティングやビジネスツールとしても大量に使用されている。

## マーケティングでの使用
Twitter、YouTube、Facebook、MyspaceなどのWebサイトは、あらゆる形態のビジネスの人々が、顧客基盤とのより緊密なデジタル/アンビエントボンドを構築するために使用されている。
これは、ソーシャルメディアネットワーキングが独立系および主要なアーティストのすべてのen:advertisingの主力となっている音楽業界で最も顕著に見られます。
このタイプのアンビエントマーケティングの効果は、消費者がアーティストのライフスタイルと個性を理解し始めることである。
このようにして、ソーシャルメディアのアウトレットと周囲の意識は、ビジネスのあらゆる分野で消費者と生産者の間のギャップを埋めることに成功した。

## ビジネスプロセスでの使用
Webベースのコラボレーションツールとソーシャルプロジェクトマネジメントスイートが急増するにつれて、これらの製品にアクティビティ ストリームを追加することで、ビジネスコンテキスト固有のアンビエントアウェアネスを作成し、ソーシャルプロジェクトマネジメントプラットフォームなどの新しいクラスの製品を生み出すことができる。